# 守屋純子
守屋 純子（もりや じゅんこ、1965年3月31日-）は、日本のジャズピアニスト。

## 略歴
- 1965年3月、東京都生まれ。
- 都立青山高校を卒業。

- 1988年、早稲田大学卒業[1]。「ハイソサエティーオーケストラ」に参加。
- 1993年、アメリカ合衆国・ニューヨークのマンハッタン音楽学校の大学院を卒業。
- 1997年、『My Favorite Colors』（日本クラウン）を発表した。
- 2005年、『Points Of Departure』を発売、2005年度ミュージック・ペンクラブ大賞（邦人ジャズアルバム部門）を受賞。セロニアス・モンク・ジャズ・インスティチュートの作曲部門で東洋人初、女性初として1位を獲得。2000年にN-Coded Musicからメジャーデビュー、その後セ
- 2006年12月、ルディー・ヴァン・ゲルダーの録音により、ライアン・カイザー、クリス・ポッター等と共演したアルバム『Playground』を発表。
- 2008年9月、アメリカ合衆国のモンタレー・ジャズ・フェスティバルに自己のカルテットで出演、その後、アメリカ合衆国カリフォルニア州サンフランシスコ、ロサンゼルスで公演を行う。11月にはパリを中心としたフランス・ツアーを実施。
- 2010年、『Three And Four』を発売。

## 出演
- セッション1995（NHK FM）

## 著書
- 『なぜ牛丼屋でジャズがかかっているの？』かもがわ出版、2009年 ISBN 978-4780302394